# Intertoto Cup 1986
De Intertoto Cup was sinds 1967 een mogelijkheid voor ploegen om in de zomer te kunnen blijven voetballen. Deze editie van 1986 werd zoals gebruikelijk gehouden tijdens deze zomerstop. Er werden alleen groepswedstrijden georganiseerd, omdat het onhaalbaar bleek om nog knock-outronden te spelen na de zomerstop. Clubs hadden daarvoor een te druk programma en de UEFA had bepaald dat ploegen die al aan UEFA-toernooien zoals de twee edities van de Europa Cup meededen, niet mochten deelnemen aan andere toernooien.
Aan deze editie van het toernooi deden 48 ploegen mee, vier meer dan vorig jaar. Er waren twaalf groepen van vier teams en elk team speelde zes wedstrijden. Er deden zes ploegen mee uit Zwitserland; vijf uit Hongarije, vier uit Denemarken, Oost-Duitsland, Oostenrijk, Polen, Tsjecho-Slowakije, West-Duitsland en Zweden; twee uit België, Bulgarije, Israël en Noorwegen en één uit Nederland.
Het Deense Lyngby BK uit groep 8 haalde dit toernooi de hoogste score, het won al zijn wedstrijden en haalde de volle twaalf punten.

## Eindstanden

### Groep 1
| plaats | Club               | Doelpunten | Punten |
| ------ | ------------------ | ---------- | ------ |
| 1.     | Fortuna Düsseldorf | 17 : 7     | 8      |
| 2.     | MTK Boedapest      | 13 : 10    | 7      |
| 3.     | FC Liège           | 7 : 14     | 5      |
| 4.     | N.E.C.             | 7 : 13     | 4      |

### Groep 2
| plaats | Club               | Doelpunten | Punten |
| ------ | ------------------ | ---------- | ------ |
| 1.     | 1. FC Union Berlin | 11 : 8     | 9      |
| 2.     | Bayer Uerdingen    | 13 : 8     | 8      |
| 3.     | Lausanne Sports    | 7 : 6      | 5      |
| 4.     | Standard Luik      | 6 : 15     | 2      |

### Groep 3
| plaats | Club                    | Doelpunten | Punten |
| ------ | ----------------------- | ---------- | ------ |
| 1.     | Malmö FF                | 13 : 5     | 7      |
| 2.     | Videoton Székesfehérvár | 7 : 7      | 6      |
| 3.     | Górnik Zabrze           | 5 : 6      | 6      |
| 4.     | Rosenborg Trondheim     | 5 : 12     | 5      |

### Groep 4
| plaats | Club             | Doelpunten | Punten |
| ------ | ---------------- | ---------- | ------ |
| 1.     | Rot-Weiss Erfurt | 8 : 4      | 9      |
| 2.     | Kalmar FF        | 12 : 10    | 8      |
| 3.     | Vitosha Sofia    | 12 : 11    | 6      |
| 4.     | Lillestrom SK    | 2 : 9      | 1      |

### Groep 5
| plaats | Club                | Doelpunten | Punten |
| ------ | ------------------- | ---------- | ------ |
| 1.     | Sigma Olomouc       | 12 : 11    | 7      |
| 2.     | Hannover 96         | 10 : 10    | 6      |
| 3.     | Legia Warschau      | 9 : 9      | 6      |
| 4.     | BSC Young Boys Bern | 9 : 10     | 5      |

### Groep 6
| plaats | Club             | Doelpunten | Punten |
| ------ | ---------------- | ---------- | ------ |
| 1.     | Újpest FC        | 12 : 6     | 10     |
| 2.     | Aarhus GF        | 8 : 9      | 6      |
| 3.     | Grasshopper-Club | 9 : 9      | 5      |
| 4.     | Admira Wacker    | 5 : 10     | 3      |

### Groep 7
| plaats | Club          | Doelpunten | Punten |
| ------ | ------------- | ---------- | ------ |
| 1.     | Brondby IF    | 16 : 8     | 10     |
| 2.     | Widzew Łódź   | 16 : 11    | 9      |
| 3.     | FC Magdeburg  | 12 : 15    | 3      |
| 4.     | FC St. Gallen | 6 : 16     | 2      |

### Groep 8
| plaats | Club            | Doelpunten | Punten |
| ------ | --------------- | ---------- | ------ |
| 1.     | Lyngby BK       | 16 : 3     | 12     |
| 2.     | Maccabi Haifa   | 7 : 10     | 6      |
| 3.     | Hapoel Tel-Aviv | 9 : 12     | 4      |
| 4.     | Grazer AK       | 3 : 10     | 2      |

### Groep 9
| plaats | Club            | Doelpunten | Punten |
| ------ | --------------- | ---------- | ------ |
| 1.     | Lech Poznan     | 11 : 4     | 8      |
| 2.     | Linzer ASK      | 6 : 5      | 7      |
| 3.     | OB Odense       | 12 : 14    | 6      |
| 4.     | Siófoki Bányász | 6 : 12     | 3      |

### Groep 10
| plaats | Club              | Doelpunten | Punten |
| ------ | ----------------- | ---------- | ------ |
| 1.     | IFK Göteborg      | 13 : 7     | 8      |
| 2.     | TJ Vitkovice      | 9 : 12     | 7      |
| 3.     | CFKA Sredec Sofia | 8 : 6      | 6      |
| 4.     | FC Zürich         | 8 : 13     | 3      |

### Groep 11
| plaats | Club            | Doelpunten | Punten |
| ------ | --------------- | ---------- | ------ |
| 1.     | Slavia Praag    | 11 : 12    | 10     |
| 2.     | Sturm Graz      | 7 : 11     | 7      |
| 3.     | FC Luzern       | 10 : 12    | 5      |
| 4.     | Ferencvárosi TC | 9 : 12     | 2      |

### Groep 12
| plaats | Club                | Doelpunten | Punten |
| ------ | ------------------- | ---------- | ------ |
| 1.     | FC Carl Zeiss Jena  | 10 : 3     | 9      |
| 2.     | Örgryte IS          | 9 : 4      | 8      |
| 3.     | TJ Rudá Hvězda Cheb | 11 : 13    | 5      |
| 4.     | 1.FC Saarbrücken    | 8 : 18     | 2      |